# Foxella mexicana
Foxella mexicana är en loppart som beskrevs av I.Fox 1939. Foxella mexicana ingår i släktet Foxella och familjen fågelloppor. Inga underarter finns listade i Catalogue of Life.